# Temporada da GP2 Asia Series de 2008/2009
A temporada de GP2 Asia Series de 2008/2009 foi a 2ª da categoria. As GP2 Asia Series também usam o chassis revisto Dallara GP2/08, pela 1ª vez.

## Equipas e pilotos
| Equipa                  | Nº | Piloto               | Rondas |
| ----------------------- | -- | -------------------- | ------ |
| ART Grand Prix          | 1  | Sakon Yamamoto       | Todas  |
| ART Grand Prix          | 2  | Nelson Philippe      | 1      |
| ART Grand Prix          | 2  | Pastor Maldonado     | 2, 5-6 |
| ART Grand Prix          | 2  | Nicolas Hülkenberg   | 3-4    |
| Trust Team Arden        | 3  | Luiz Razia           | Todas  |
| Trust Team Arden        | 4  | Mika Mäki            | 1      |
| Trust Team Arden        | 4  | Renger van der Zande | 2      |
| Trust Team Arden        | 4  | Edoardo Mortara      | 3-6    |
| Campos Grand Prix       | 5  | Vitaly Petrov        | Todas  |
| Campos Grand Prix       | 6  | Sergio Pérez         | Todas  |
| DAMS                    | 7  | Jérôme d'Ambrosio    | Todas  |
| DAMS                    | 8  | Kamui Kobayashi      | Todas  |
| GFH Team iSport         | 9  | Giedo van der Garde  | Todas  |
| GFH Team iSport         | 10 | Hamad Al Fardan      | Todas  |
| Super Nova Racing       | 11 | Javier Villa         | Todas  |
| Super Nova Racing       | 12 | James Jakes          | Todas  |
| FMS International       | 14 | Andreas Zuber        | 1-2    |
| FMS International       | 14 | Rodolfo González     | 3-6    |
| FMS International       | 15 | Kevin Nai Chia Chen  | Todas  |
| Durango                 | 16 | Davide Valsecchi     | Todas  |
| Durango                 | 17 | Carlos Iaconelli     | 1      |
| Durango                 | 17 | Michael Dalle Stelle | 2-6    |
| Qi-Meritus Mahara       | 18 | Alex Yoong           | 1-2    |
| Qi-Meritus Mahara       | 18 | Marco Bonanomi       | 3-6    |
| Qi-Meritus Mahara       | 19 | Earl Bamber          | 1-3    |
| Qi-Meritus Mahara       | 19 | Álvaro Parente       | 4-6    |
| Piquet GP               | 20 | Roldán Rodríguez     | Todas  |
| Piquet GP               | 21 | Diego Nunes          | Todas  |
| David Price Racing      | 22 | Michael Herck        | Todas  |
| David Price Racing      | 23 | Yuhi Sekiguchi       | 1      |
| David Price Racing      | 23 | Giacomo Ricci        | 2-6    |
| Ocean Racing Technology | 24 | Hiroki Yoshimoto     | 1      |
| Ocean Racing Technology | 24 | Yelmer Buurman       | 2-5    |
| Ocean Racing Technology | 24 | Karun Chandhok       | 6      |
| Ocean Racing Technology | 25 | Luca Filippi         | 1      |
| Ocean Racing Technology | 25 | Fabrizio Crestani    | 2-6    |
| Trident Racing          | 26 | Giacomo Ricci        | 1      |
| Trident Racing          | 26 | Alberto Valerio      | 2      |
| Trident Racing          | 26 | Frankie Provenzano   | 3-4    |
| Trident Racing          | 26 | Ricardo Teixeira     | 5-6    |
| Trident Racing          | 27 | Chris van der Drift  | 1-2    |
| Trident Racing          | 27 | Adrián Vallés        | 3      |
| Trident Racing          | 27 | Davide Rigon         | 4-6    |

## Calendário
A 12 de Julho, os organizadores das GP2 Asia Series anunciaram um calendário provisório para a sua segunda temporada. Ao contrário da primeira época das GP2 Asia Series, esta época começou antes do novo ano, e expande-se a 6 eventos, mais um do que os anteriores 5. A ronda Indonésia foi excluída, enquanto que o Barém tem o segundo evento e Xangai se estreia nas corridas de GP2. Xangai também acolheu os testes oficiais de pré-época das GP2 Asia Series.
A Sprint Race da segunda ronda do campeonato - no Dubai - foi cancelada devido a uma cheia que afetou a região do autódromo e o próprio autódromo.
Em dezembro de 2008, foi feita uma alteração ao calendário, com o Circuito Internacional de Lusail no Catar a substituir o evento no Dubai programado para 27 e 28 de Fevereiro de 2009. A data do evento mudou também, para 6 e 7 de fevereiro pois na data inicial seria impossível realizar uma corrida no Circuito Internacional de Lusail, devido aos testes de MotoGP. Contudo, o fim de semana do Catar foi novamente adiado, para 12 a 14 de fevereiro. Este evento também introduziu as corridas noturnas nas GP2, depois de estas terem sido introduzidas (pelo mesmo circuito) no MotoGP, 250cc e 125cc e pelo Circuito Urbano de Marina Bay da Fórmula 1, no Grande Prêmio de Singapura.
| Ronda            | Ronda            | Localização            | Circuito                         | Data            | Piloto Vencedor                  | Equipa Vencedora                 |
| ---------------- | ---------------- | ---------------------- | -------------------------------- | --------------- | -------------------------------- | -------------------------------- |
| Sessão de Testes | Sessão de Testes | China                  | Shanghai International Circuit   | 8 de outubro    | Kamui Kobayashi                  | DAMS                             |
| Sessão de Testes | Sessão de Testes | China                  | Shanghai International Circuit   | 9 de outubro    | Kamui Kobayashi                  | DAMS                             |
| 1                | R1               | China                  | Shanghai International Circuit   | 18 de outubro   | Roldán Rodríguez                 | Piquet GP                        |
| 1                | R2               | China                  | Shanghai International Circuit   | 19 de outubro   | Davide Valsecchi                 | Durango                          |
| 2                | R1               | Emirados Árabes Unidos | Dubai Autodrome                  | 5 de Dezembro   | Kamui Kobayashi                  | DAMS                             |
| 2                | R2               | Emirados Árabes Unidos | Dubai Autodrome                  | 6 de dezembro   | corrida cancelada devido a cheia | corrida cancelada devido a cheia |
| 3                | R1               | Barém                  | Circuito Internacional do Barém  | 23 de janeiro   | Kamui Kobayashi                  | DAMS                             |
| 3                | R2               | Barém                  | Circuito Internacional do Barém  | 24 de janeiro   | Sergio Pérez                     | Campos Grand Prix                |
| 4                | R1               | Catar                  | Circuito Internacional de Lusail | 13 de fevereiro | Nicolas Hülkenberg               | ART Grand Prix                   |
| 4                | R2               | Catar                  | Circuito Internacional de Lusail | 14 de fevereiro | Sergio Pérez                     | Campos Grand Prix                |
| 5                | R1               | Malásia                | Sepang International Circuit     | 4 de abril      | Diego Nunes                      | Piquet GP                        |
| 5                | R2               | Malásia                | Sepang International Circuit     | 5 de abril      | Vitaly Petrov                    | Barwa International Campos       |
| 6                | R1               | Barém                  | Circuito Internacional do Barém  | 25 de abril     | Diego Nunes                      | Piquet GP                        |
| 6                | R2               | Barém                  | Circuito Internacional do Barém  | 26 de abril     | Luiz Razia                       | Arden Motorsport                 |

## Resultados

### Pilotos
| Pos | Piloto               | CHN FEA | CHN SPR | UAE FEA | UAE SPR | BAR FEA | BAR SPR | CAT FEA | CAT SPR | MAL FEA | MAL SPR | BAR FEA | BAR SPR | Pontos |
| --- | -------------------- | ------- | ------- | ------- | ------- | ------- | ------- | ------- | ------- | ------- | ------- | ------- | ------- | ------ |
| 1   | Kamui Kobayashi      | 2*      | Ret     | 1*      | C       | 1*      | 6       | 4       | 18      | 2       | 7       | 4       | 5       | 56     |
| 2   | Jérôme d'Ambrosio    | 9       | 5       | 7       | C       | 2       | 3*      | 5       | 7       | Ret     | DSQ     | 3*      | 2*      | 36     |
| 3   | Roldán Rodríguez     | 1       | 6       | 3       | C       | 6       | 23      | Ret     | 17      | 4       | 12      | 2       | Ret     | 35     |
| 4   | Davide Valsecchi     | 8       | 1       | 2       | C       | 5       | 2       | 6       | 5       | 8       | 3       | 16      | Ret     | 34     |
| 5   | Vitaly Petrov        | 5       | Ret     | 5       | C       | 10      | 12      | 3       | 2       | 6       | 1       | 19      | 11      | 28     |
| 6   | Nicolas Hülkenberg   |         |         |         |         | 4       | 4       | 1*      | 3       |         |         |         |         | 27     |
| 7   | Sergio Pérez         | Ret     | 7       | 6       | C       | 8       | 1       | 2       | 1*      | Ret     | 6       | 12      | 9       | 26     |
| 8   | Diego Nunes          | 12      | Ret     | Ret     | C       | 13      | 22      | 11      | 12      | 1       | 4       | 1       | 6       | 24     |
| 9   | Sakon Yamamoto       | 3       | 14      | 8       | C       | 17      | 11      | Ret     | 14      | 12      | Ret     | 6       | 4       | 13     |
| 10  | Javier Villa         | 4       | 3*      | 9       | C       | 9       | 5       | 13      | 10      | 19      | 18      | 15      | 12      | 12     |
| 11  | Edoardo Mortara      |         |         |         |         | 3       | 8       | 7       | 4       | Ret     | 17      | Ret     | 16      | 11     |
| 12  | Giedo van der Garde  | 10      | DNS     | 4       | C       | 7       | 14      | 12      | 8       | 14      | 10      | 5       | 7       | 11     |
| 13  | Luiz Razia           | Ret     | 17      | 10      | C       | 14      | 9       | 8       | 6       | Ret     | Ret     | 8       | 1       | 9      |
| 14  | Earl Bamber          | 6       | 2       | Ret     | C       | 11      | 7       |         |         |         |         |         |         | 8      |
| 15  | Pastor Maldonado     |         |         | Ret     | C       |         |         |         |         | 7       | 2       | Ret     | Ret     | 7      |
| 16  | James Jakes          | Ret     | 11      | 12      | C       | 22      | Ret     | 9       | 9       | 3*      | Ret     | 10      | 14      | 7      |
| 17  | Davide Rigon         |         |         |         |         |         |         | 14      | 15      | Ret     | 13      | 7       | 3       | 6      |
| 18  | Chris van der Drift  | 7       | 4       | Ret     | C       |         |         |         |         |         |         |         |         | 5      |
| 19  | Yelmer Buurman       |         |         | Ret     | C       | Ret     | 13      | Ret     | DNS     | 5       | 11      |         |         | 4      |
| 20  | Hamad Al Fardan      | 15      | Ret     | Ret     | C       | 12      | Ret     | Ret     | Ret     | 9       | 5       | Ret     | 17      | 2      |
| 21  | Álvaro Parente       |         |         |         |         |         |         | 17      | 16      | 11      | 9*      | Ret     | 13      | 1      |
| 22  | Marco Bonanomi       |         |         |         |         | 20      | 10      | 16      | 11      | Ret     | 14      | 14      | 8       | 0      |
| 23  | Rodolfo González     |         |         |         |         | 16      | Ret     | Ret     | 19      | 10      | 8       | Ret     | Ret     | 0      |
| 24  | Hiroki Yoshimoto     | Ret     | 8       |         |         |         |         |         |         |         |         |         |         | 0      |
| 25  | Alex Yoong           | 14      | 9       | Ret     | C       |         |         |         |         |         |         |         |         | 0      |
| 26  | Karun Chandhok       |         |         |         |         |         |         |         |         |         |         | 9       | Ret     | 0      |
| 27  | Giacomo Ricci        | 13      | Ret     | 13      | C       | Ret     | 16      | Ret     | 13      | 16      | 15      | 11      | 10      | 0      |
| 28  | Fabrizio Crestani    |         |         | 14      | C       | Ret     | 17      | 10      | 21      | 15      | 16      | 18      | 15      | 0      |
| 29  | Mika Mäki            | Ret     | 10      |         |         |         |         |         |         |         |         |         |         | 0      |
| 30  | Carlos Iaconelli     | 11      | Ret     |         |         |         |         |         |         |         |         |         |         | 0      |
| 31  | Renger van der Zande |         |         | 11      | C       |         |         |         |         |         |         |         |         | 0      |
| 32  | Yuhi Sekiguchi       | Ret     | 12      |         |         |         |         |         |         |         |         |         |         | 0      |
| 33  | Michael Herck        | 16      | 16      | 15      | C       | 18      | 18      | 15      | Ret     | 13      | Ret     | 13      | Ret     | 0      |
| 34  | Nelson Philippe      | 17      | 13      |         |         |         |         |         |         |         |         |         |         | 0      |
| 35  | Frankie Provenzano   |         |         |         |         | 15      | 15      | 19      | 20      |         |         |         |         | 0      |
| 36  | Kevin Nai Chia Chen  | Ret     | 15      | 18      | C       | 21      | 21      | 18      | 23      | 20      | Ret     | Ret     | 18      | 0      |
| 37  | Alberto Valerio      |         |         | 16      | C       |         |         |         |         |         |         |         |         | 0      |
| 38  | Ricardo Teixeira     |         |         |         |         |         |         |         |         | 17      | 19      | 17      | Ret     | 0      |
| 39  | Michael Dalle Stelle |         |         | 17      | C       | 19      | 20      | 20      | 22      | 18      | 20      | Ret     | 19      | 0      |
| 40  | Adrián Vallés        |         |         |         |         | Ret     | 19      |         |         |         |         |         |         | 0      |
|     | Andreas Zuber        | Ret     | Ret     | Ret     | C       |         |         |         |         |         |         |         |         | 0      |
|     | Luca Filippi         | Ret     | Ret     |         |         |         |         |         |         |         |         |         |         | 0      |
| Pos | Piloto               | CHN FEA | CHN SPR | UAE FEA | UAE SPR | BAR FEA | BAR SPR | CAT FEA | CAT SPR | MAL FEA | MAL SPR | BAR FEA | BAR SPR | Pontos |

| Cor        | Resultado             |
| ---------- | --------------------- |
| Ouro       | Vencedor              |
| Prata      | 2.º lugar             |
| Bronze     | 3.º lugar             |
| Verde      | Terminou, nos pontos  |
| Azul       | Terminou, sem pontos  |
| Púrpura    | Ret – Retirou-se      |
| Vermelho   | NQ – Não qualificado  |
| Preto      | DSQ – Desqualificado  |
| Branco     | NL – Não largou       |
| Branco     | C – Corrida cancelada |
| Azul claro | AT – Apenas Treino    |
| Sem cor    | NP – Não participou   |
| Sem cor    | Les – Lesionado       |
| Sem cor    | EX – Excluído         |

### Equipas(es)
| Pos | Equipa(e)                               | Carro Nº | CHN FEA | CHN SPR | UAE FEA | UAE SPR | BAR FEA | BAR SPR | CAT FEA | CAT SPR | MAL FEA | MAL SPR | BAR FEA | BAR SPR | Points |
| --- | --------------------------------------- | -------- | ------- | ------- | ------- | ------- | ------- | ------- | ------- | ------- | ------- | ------- | ------- | ------- | ------ |
| 1   | DAMS                                    | 7        | 9       | 5       | 7       | C       | 2       | 3*      | 5       | 7       | Ret     | DSQ     | 3*      | 2*      | 92     |
| 1   | DAMS                                    | 8        | 2*      | Ret     | 1*      | C       | 1*      | 6       | 4       | 18      | 2       | 7       | 4       | 5       | 92     |
| 2   | Piquet GP                               | 20       | 1       | 6       | 3       | C       | 6       | 23      | Ret     | 17      | 4       | 12      | 2       | Ret     | 59     |
| 2   | Piquet GP                               | 21       | 12      | Ret     | Ret     | C       | 13      | 22      | 11      | 12      | 1       | 4       | 1       | 6       | 59     |
| 3   | Barwa International Campos              | 5        | 5       | Ret     | 5       | C       | 10      | 12      | 3       | 2       | 6       | 1       | 19      | 11      | 54     |
| 3   | Barwa International Campos              | 6        | Ret     | 7       | 6       | C       | 8       | 1       | 2       | 1*      | Ret     | 6       | 12      | 9       | 54     |
| 4   | ART Grand Prix                          | 1        | 3       | 14      | 8       | C       | 17      | 11      | Ret     | 14      | 12      | Ret     | 6       | 4       | 47     |
| 4   | ART Grand Prix                          | 2        | 17      | 13      | Ret     | C       | 4       | 4       | 1*      | 3       | 7       | 2       | Ret     | Ret     | 47     |
| 5   | Durango                                 | 16       | 8       | 1       | 2       | C       | 5       | 2       | 6       | 5       | 8       | 3       | 16      | Ret     | 34     |
| 5   | Durango                                 | 17       | 11      | Ret     | 17      | C       | 19      | 20      | 20      | 22      | 18      | 20      | Ret     | 19      | 34     |
| 6   | Arden Motorsport                        | 3        | Ret     | 17      | 10      | C       | 14      | 9       | 8       | 6       | Ret     | Ret     | 8       | 1       | 20     |
| 6   | Arden Motorsport                        | 4        | Ret     | 10      | 11      | C       | 3       | 8       | 7       | 4       | Ret     | 17      | Ret     | 16      | 20     |
| 7   | Super Nova Racing                       | 11       | 4       | 3*      | 9       | C       | 9       | 5       | 13      | 10      | 19      | 18      | 15      | 12      | 19     |
| 7   | Super Nova Racing                       | 12       | Ret     | 11      | 12      | C       | 22      | Ret     | 9       | 9       | 3*      | Ret     | 10      | 14      | 19     |
| 8   | GFH Team iSport                         | 9        | 10      | DNS     | 4       | C       | 7       | 14      | 12      | 8       | 14      | 10      | 5       | 7       | 13     |
| 8   | GFH Team iSport                         | 10       | 15      | Ret     | Ret     | C       | 12      | Ret     | Ret     | Ret     | 9       | 5       | Ret     | 17      | 13     |
| 9   | Trident Racing                          | 26       | 13      | Ret     | 16      | C       | 15      | 15      | 19      | 20      | 17      | 13      | 17      | 3       | 11     |
| 9   | Trident Racing                          | 27       | 7       | 4       | Ret     | C       | Ret     | 19      | 14      | 15      | Ret     | 19      | 7       | Ret     | 11     |
| 10  | My Qi-Meritus Mahara                    | 18       | 14      | 9       | Ret     | C       | 20      | 10      | 16      | 11      | Ret     | 14      | 14      | 8       | 9      |
| 10  | My Qi-Meritus Mahara                    | 19       | 6       | 2       | Ret     | C       | 11      | 7       | 17      | 16      | 11      | 9*      | Ret     | 13      | 9      |
| 11  | BCN Competición Ocean Racing Technology | 24       | Ret     | 8       | Ret     | C       | Ret     | 13      | Ret     | DNS     | 5       | 11      | 9       | Ret     | 4      |
| 11  | BCN Competición Ocean Racing Technology | 25       | Ret     | Ret     | 14      | C       | Ret     | 17      | 10      | 21      | 15      | 16      | 18      | 15      | 4      |
| 12  | FMS International                       | 14       | Ret     | Ret     | Ret     | C       | 16      | Ret     | Ret     | 19      | 10      | 8       | Ret     | Ret     | 0      |
| 12  | FMS International                       | 15       | Ret     | 15      | 18      | C       | 21      | 21      | 18      | 23      | 20      | Ret     | Ret     | 18      | 0      |
| 13  | David Price Racing                      | 22       | 16      | 16      | 15      | C       | 18      | 18      | 15      | Ret     | 13      | Ret     | 13      | Ret     | 0      |
| 13  | David Price Racing                      | 23       | Ret     | 12      | 13      | C       | Ret     | 16      | Ret     | 13      | 16      | 15      | 11      | 10      | 0      |
| Pos | Equipa(e)                               | Carro Nº | CHN FEA | CHN SPR | UAE FEA | UAE SPR | BAR FEA | BAR SPR | QAT FEA | QAT SPR | MAL FEA | MAL SPR | BAR FEA | BAR SPR | Pontos |

| Cor        | Resultado             |
| ---------- | --------------------- |
| Ouro       | Vencedor              |
| Prata      | 2.º lugar             |
| Bronze     | 3.º lugar             |
| Verde      | Terminou, nos pontos  |
| Azul       | Terminou, sem pontos  |
| Púrpura    | Ret – Retirou-se      |
| Vermelho   | NQ – Não qualificado  |
| Preto      | DSQ – Desqualificado  |
| Branco     | NL – Não largou       |
| Branco     | C – Corrida cancelada |
| Azul claro | AT – Apenas Treino    |
| Sem cor    | NP – Não participou   |
| Sem cor    | Les – Lesionado       |
| Sem cor    | EX – Excluído         |

- Em negrito indica pole position. Na corrida feature é atribuído dois pontos bônus ao pole position.
- Resultado marcado com asterisco indica ponto marcado com volta mais rápida (somente para os pilotos que terminarem entre os dez primeiros). O piloto que marcar a volta mais rápida e terminar fora do top dez não receberá o ponto e a volta será atribuída ao mais rápido entre os dez primeiros.
- Em itálico representa que o piloto abandonou a prova, porém foi classificado.